# 关河水库
关河水库，位于中华人民共和国山西省长治市武乡县，是浊漳北源（也称关河）干流上游的一座大型水库。水库工程于1958年8月开工，1960年9月竣工蓄水。水库总库容1.399亿立方米。大坝位于武乡县城以东2.5千米丰州镇关河峡口处，为中水倒土均质坝，全长687米，坝高33米，坝顶高程996.4米，坝址以上汇水面积1745平方千米。水库具有防洪、供水、灌溉、养殖、旅游等综合功效。设有装机容量3×700千瓦坝后引水式季节性电站，年发电量315万千瓦时。库区水面碧波荡漾，山峡倒映，已辟为太行龙湖生态旅游区。